# Germanicae gentis
Germanicae gentis (lat.: „… des deutschen Volkes“) ist der Titel der Apostolischen Bulle, mit der Papst Pius XII. am 23. Februar 1957 die Errichtung des Bistums Essen anordnete.

## Intention
„Die große Zahl von Gotteshäusern, frommen Stiftungen und Institutionen aus alter Zeit legt Zeugnis davon ab, wie lebendig Jahrhunderte hindurch der Glaube und der religiöse Eifer des deutschen Volkes gewesen ist. Es ist allgemein bekannt, daß diese Haltung heutzutage nach den
beklagenswerten Spaltungen und Wechselfällen der vergangenen Jahrhunderte mit Gottes Hilfe eine Steigerung erfahren hat. Aus diesem Grunde haben Wir […] es für angebracht gehalten, dort zur Wohlfahrt des christlichen Volkes eine neue Diözese zu errichten.“

Mit diesen Worten leitet der Papst seine Bulle ein und liefert gleichfalls eine Begründung für die Einrichtung eines neuen Bistums.

## Kirchenvertrag

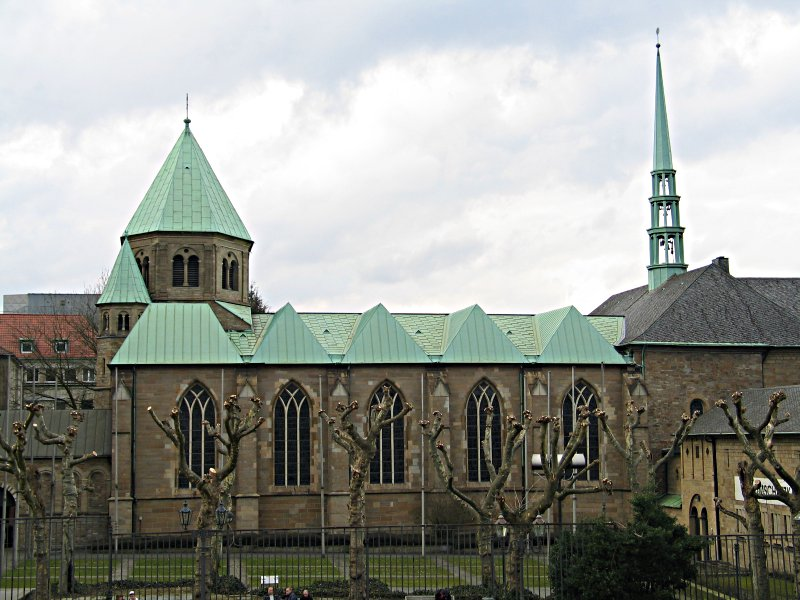
Essener Münster

Zu diesem Zwecke wurde am 19. Dezember 1956 zwischen dem Heiligen Stuhl und dem Land Nordrhein-Westfalen gemäß Artikel 2,9 des preußischen Konkordates ein Vertrag geschlossen. Hierzu wurde der Rat von Aloysius Joseph Muench, Erzbischof von Fargo und Apostolischer Nuntius in Deutschland, sowie die Stellungnahmen von Joseph Kardinal Frings, Erzbischof von  Köln, Lorenz Jaeger, Erzbischof von Paderborn und Michael Keller, Bischof von Münster, eingeholt. Gemeinsam wurden die Gebietsgrenzen der neuen Diözese festgelegt, als Bischofssitz wurde die Stadt Essen benannt, zur Bischofskirche wurde die Kirche Hl. Johannes des Täufers („Münsterkirche“) bestimmt, als Namen wurde Bistum Essen festgelegt. Der neue Essener Bischofsstuhl gehört der Kölner Metropolitankirche als Suffragan an, im weiteren Verlauf werden in der Zirkumskriptionsbulle Einzelanweisung, Privilegien, Rechte und Pflichten gemäß dem Kanonischen Recht erteilt.

## Zum fünfzigsten Jahrestag
Zum fünfzigsten Jahrestag schreibt Benedikt XVI. in seiner Botschaft:

„Der 1. Januar 1958 war mit der Einführung des ersten Bischofs, des unvergessenen späteren Kardinals Franz Hengsbach, der Beginn eines neuen Bistums in Deutschland: der Kirche von Essen. Eine Teilkirche gründet die Kirche nicht alle Tage, nicht an allen Orten und schon gar nicht ohne guten Grund. Damals schrieb mein verehrter Vorgänger Papst Pius XII. zur Bistumserrichtung: ‚Der über Jahrhunderte hindurch gelebte Glaube und der religiöse Eifer des deutschen Volkes ist mir Anlaß, dort zur Wohlfahrt des christlichen Volkes aus den Erzdiözesen Köln und Paderborn und der Diözese Münster ein neues Bistum zu errichten‘ (Bulle Germanicae gentis vom 23. Februar 1957). Schon einige Jahrzehnte vorher gab es einen solchen Plan, ‚damit die Kirche‘, so hieß es, ‚den arbeitenden Menschen in dem ständig wachsenden Ballungsraum näher komme und tiefer verwurzelt werde‘. Um in der Welt der Industrie, in den Betrieben unter und über Tage, in den Spannungen zwischen sozialem Engagement und wirtschaftlichen Interessen, denen der einzelne fast ohnmächtig ausgeliefert war, christlich leben und arbeiten zu können, wurde das ‚Ruhrbistum‘, wie es bald genannt werden sollte, gegründet. Mit ihm wurde das ‚Kreuz Christi über Kohle und Eisen‘ errichtet, begleitet von großen Hoffnungen und hohen Erwartungen.“